# Ях'я I ібн Мухаммад
Ях'я I ібн Мухаммад (араб. يحيى بن محمد‎; нар. 829–864) — 5-й імам і султан держави Ідрісидів у Магрибі в 848—864 роках. При ньому держава досягла економічного і культурного піднесення.

## Життєпис
Син імама і султана Мухаммада I. Народився 829 року у Фесі. Посів трон 848 року після смерті зведеного брата Алі I.
Продовжив політику попередника зі зміцнення управління державою. Також дотримувався мирних стосунків з усіма сусідами. Водночас активно залучав до себе арабських мігрантів з Аль-Андалуса та Іфрикії, що втекли до Ідрисідів після придушення арабських повстань проти Омеядів і Аглабідів.
859 року в столичному районі Аль-Карауїн заснував вищу школу (Феський університет), що вважається найстарішим у світі. Помер у 864 році у Фесі. Йому спадкував син Ях'я II.